# Iuri Nikiforov
Iuri Nikiforov (n. 16 septembrie 1970) este un fost fotbalist rus.

## Statistici
| Uniunea Sovietică | Uniunea Sovietică | Uniunea Sovietică |
| An                | Meciuri           | Goluri            |
| ----------------- | ----------------- | ----------------- |
| 1992              | 4                 | 0                 |
| Total             | 4                 | 0                 |
| Ucraina           |                   |                   |
| An                | Meciuri           | Goluri            |
| 1992              | 3                 | 0                 |
| Total             | 3                 | 0                 |
| Rusia             |                   |                   |
| An                | Meciuri           | Goluri            |
| 1993              | 2                 | 0                 |
| 1994              | 9                 | 2                 |
| 1995              | 8                 | 1                 |
| 1996              | 13                | 3                 |
| 1997              | 4                 | 0                 |
| 1998              | 4                 | 0                 |
| 1999              | 0                 | 0                 |
| 2000              | 0                 | 0                 |
| 2001              | 7                 | 0                 |
| 2002              | 8                 | 0                 |
| Total             | 55                | 6                 |